# Internationale Junge Orchesterakademie
Die Internationale Junge Orchesterakademie (IJOA) ist ein internationales Auswahlorchester. Seit ihrer Gründung konzertierte die IJOA bei etwa 480 Konzerten in Deutschland und Europa.

## Geschichte

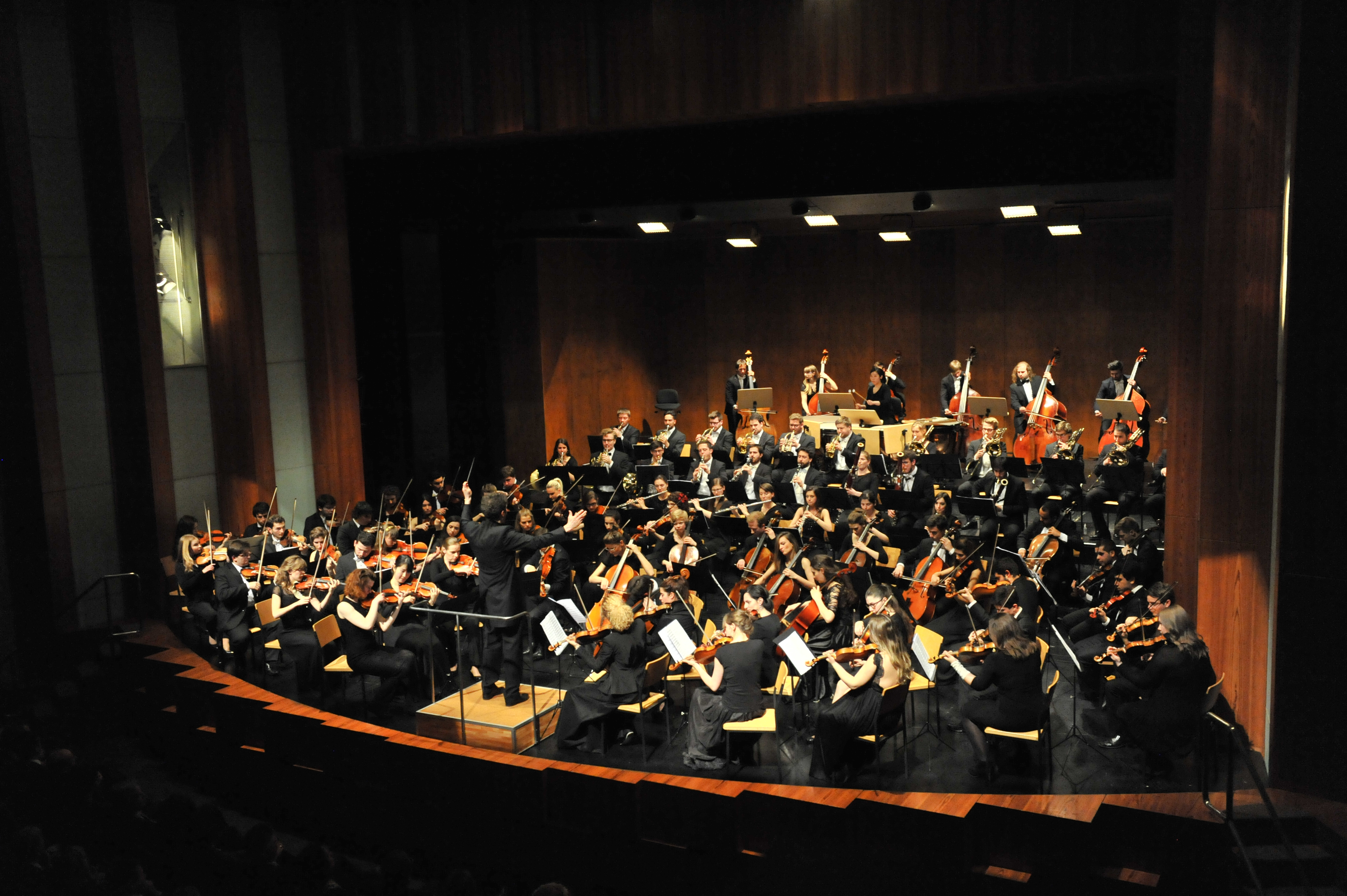
Das große Symphonieorchester der IJOA 2015 unter Leitung von Simon Gaudenz

Festival-Brass 2007 mit Bob Ross im Markgräflichen Opernhaus

IJOA Opern-Orchester 2007 unter Christoph Ulrich Meier

Die IJOA wurde 1994 von Ulrich S. Schubert und Andreas Göldel unter Mitwirkung von August Everding und dem australischen Dirigenten Sir Charles Mackerras gegründet. Die Akademie wird jährlich über eine internationale Ausschreibung besetzt und besteht aus ca. 110 Musikern aus 30 Nationen.
Während der Arbeitsphase wird das Programm neben den Tuttiproben mit Dozenten in einzelnen Stimmproben erarbeitet. Die Probenarbeit erfolgt in Pleystein in der Oberpfalz. In einer zweiwöchigen Probenphase wird im Musikzentrum Pleystein unter der Anleitung durch Dozenten u. a. der Musikhochschule Köln, Gewandhausorchester Leipzig, Hofer Symphoniker, Münchner Philharmoniker und Nationales Polnisches Radio-Symphonieorchester in den verschiedenen Stimm- und gemeinsamen Proben ein Klangkörper geformt.
Von 2004 bis 2011 war Miguel Gómez Martínez Dirigent des Symphonieorchesters. 2010 und 2012 dirigierte Bob Ross des Blechblasensembles Blechschaden das Festival Brass. 2013 übernahm Matthias Foremney das Dirigat, in den Jahren 2014 und 2015, Simon Gaudenz, 2016 Dorian Keilhack und seit 2017 ist wieder Matthias Foremney.
Einstudiert werden in wechselnden Zyklen ein großes symphonisches Werk, meist des 19. Jahrhunderts, u. a. von Mahler, Bruckner, Tschaikowsky und Brahms. Außerdem hatten die jungen Musiker die Möglichkeit beim Bayreuther Osterfestival 2007, wo Antonio Salieris „Prima la musica e poi le parole“ unter der musikalischen Leitung von Christoph Ulrich Meier im Markgräflichen Opernhaus aufgeführt wurde, 2008 bei Glucks Iphigenie auf Tauris und 2009 mit Händels Alcina in einem Opernprojekt mitzuwirken. Des Weiteren wurde 2010 und 2012 der Festival-Brass (Leitung: Bob Ross, Blechschaden) veranstaltet. Zusätzlich gibt es in jedem Jahr Jazz- und Salonorchester-Events.
Die während der Arbeitsphase einstudierten Werke werden dann auf einer Tournee, die das Bayreuther Osterfestival und das Osterfestival Nördliche Oberpfalz einschließen, zur Aufführung gebracht. Gastspielorte sind Bayreuth (Ordenskirche St. Georgen – bis 2010 das Markgräfliches Opernhaus), Weiden (Max-Reger-Halle), Selb (Rosenthal-Theater) und Jena (Volkshaus). Von 2004 bis 2009 fand ebenso jährlich ein Konzert in Leipzig (Thomaskirche) statt, diese Spielstätte wurde 2018 wieder bespielt. 2019 findet das Jubiläumskonzert im Gewandhaus zu Leipzig statt. Bis 2012 wurde Bielefeld (Neustädter Marienkirche) bespielt.
An zwei Tagen wird das Konzert-Programm unter professioneller Leitung aufgezeichnet. Seit 2006 geschieht dies in Koproduktion mit dem Bayerischen Rundfunk Klassik.
Nach den Jubiläumsjahren Franz Liszt (2011) und Richard Wagners (2013) stellte das große Symphonieorchester der IJOA 2016 den oberpfälzer Komponist Max Reger in den Mittelpunkt, da 2016 sein 100. Todesjahr darstellt. Das große Symphonieorchester der IJOA hatte einige Werke des Meisters auf dem Programm stehen und zeichnete mit den Konzertorten in Weiden, Bayreuth, Selb und Jena Stationen seines Lebensweges nach. Danach füllten Werke von Mahler, Brahms, Wagner und Bruckner das Programm.
In den Internationalen Meisterkursen der Orchesterakademie werden gezielt Mangel-Instrumentalisten wie z. B. Kontrabassisten, gefördert. Die Kurse dienen vor allem der Förderung junger talentierter Musiker, des Weiteren bieten die Kurse eine Möglichkeit, den regionalen Musiker-Nachwuchs in die Probenarbeit der Dozenten miteinzubeziehen.
2019 erhielt die Internationale Junge Orchesterakademie den Bayreuther Kulturpreis der Stadt Bayreuth für außergewöhnliche Leistungen auf den Gebieten der Musik, Literatur, Malerei und der Bildenden Kunst sowie der Wissenschaft. Die endgültige Entscheidung über die Verleihung traf der Stadtrat.

## Stiftung
Das Orchester ist Träger der Kultur- und Sozialstiftung Internationale Junge Orchesterakademie. Durch Benefizkonzerte werden Anschaffungen finanziert, die der Behandlung von krebskranken, chronisch kranken und schwerkranken Kindern dienen, Projekte zugunsten krebskranker und schwerkranker Kinder gefördert sowie junge Musiker und Ensembles unterstützt. Außerdem soll durch die Organisation internationaler Musikprojekte die Völkerverständigung gefördert werden. Der Sitz der Stiftung ist Pleystein.

## CD-Einspielungen
- 1995: Brahms – Akademische Festouvertüre, Mahler – 1. Symphonie „Titan“
- 1996: Mahler – 5. Symphonie
- 1997: Mahler – 4. Symphonie, Mendelssohn Bartholdy – Violinkonzert e-Moll
- 1999: Mozart – Ouvertüre zu „Zauberflöte“, Mahler – Rückert-Lieder, Tschaikowsky – 6. Symphonie
- 2000: Wagner, Tschaikowsky, Mahler, Grieg, Byrd, Hazell, Premru
- 2001: Wagner – Ouvertüre zu „Der fliegende Holländer“, Mahler – Lieder aus „Des Knaben Wunderhorn“, Brahms – Ungarischer Tanz Nr. 5, Dvořák – 9. Symphonie „Aus der neuen Welt“
- 2002: Wagner – Ouvertüre zu Tannhäuser, Mahler – Lieder aus „Des Knaben Wunderhorn“, Dvořák – 8. Symphonie
- 2003: Salonorchester und Jazz
- 2003: Wagner – Ouvertüre zu Lohengrin, Mahler – „Adagio“ aus 5. Symphonie, Tschaikowsky – 4. Symphonie
- 2004: Mahler – 2. Symphonie „Auferstehung“
- 2005: Bruckner – 4. Symphonie, Wagner – „Vorspiel zu Tannhäuser“
- 2006: Bruckner – 7. Symphonie
- 2007: Tschaikowsky – 5. Symphonie, J. S. Bach – Violinkonzert a-Moll (BWV 1041)
- 2008: Mozart – Hornkonzert Es-Dur, Brahms – Symphonie Nr. 2 D-Dur
- 2009: Bruckner – Symphonie Nr. 8
- 2011: Wagner – Ouvertüre zu Tannhäuser, Liszt – Klavierkonzert Nr. 1, Schumann – Symphonie Nr. 4
- 2013: Wagner – Parsifal-Suite, Bruckner –  Symphonie Nr. 3
- 2014: Schubert – 8. Symphonie ("die Unvollendete")
- 2015: Beethoven – 1. Symphonie, Bruckner – 6. Symphonie
- 2016: Reger – Eine Ballettsuite op. 130, Schubert: 5 Lieder für Sopran und Klavier, arr. für Orchester von Max Reger, Brahms – 4. Symphonie
- 2017: Wagner – Ouvertüre zur Oper "Der Fliegende Holländer", Mahler – Lieder aus "Des Knaben Wunderhorn", Brahms – Symphonie Nr. 1
- 2018: Bruckner – Symphonie Nr. 5
- 2019: Wagner – Vorspiel und Liebestod aus Tristan und Isolde, Wagner – Wesendonck-Lieder, Bruckner – Symphonie Nr. 4